# Fours (Gironde)
Fours is een gemeente in het Franse departement Gironde (regio Nouvelle-Aquitaine) en telt 286 inwoners (2005). De plaats maakt deel uit van het arrondissement Blaye.

## Geografie
De oppervlakte van Fours bedraagt 4,6 km², de bevolkingsdichtheid is 62,2 inwoners per km².
De onderstaande kaart toont de ligging van Fours (Gironde) met de belangrijkste infrastructuur en aangrenzende gemeenten.

## Demografie
Onderstaande figuur toont het verloop van het inwonertal (bron: INSEE-tellingen).